# Heinz Kokott
Heinz Kokott (14. listopadu 1900, Strzelce Opolskie – 29. května 1976, Traunstein) byl německý důstojník, generálmajor wehrmachtu ve druhé světové válce.

## Životopis
Heinz Kokott sloužil od roku 1918 v pruské armádě u 4. slezského pěšího pluku, který bojoval v první světové válce. Poté byl demobilizován. V roce 1920 povolán k 7. pruskému pěšímu pluku. V roce 1934 se stal velitelem roty u výcvikovém praporu a získal hodnost majora. Následně působil jako instruktor v pěchotní škole. Na počátku druhé světové války byl pověřen velením praporu 68. divize wehrmachtu, která se účastnila bitvy o Francii. Následně se v roce 1941 účastnil napadení Sovětského svazu. Od roku 1942 velel vojenským operacím na jihu Ruska jako plukovník 178. pěšímu pluku 76. divize. V roce 1943 byl zraněn během Orelské operace. Po doléčení zranění byl převelen k rezervní armádě. Opětovně je krátce instruktorem v pěchotní škole. V roce 1944 bojoval na Ukrajině jako velitel brigády. Koncem roku 1944 se zúčastnil bojů v Ardenách jako velitel divize a byl povýšen na generálmajora. V roce 1945 byl zatčen americkou armádou, propuštěn byl ze zajetí v roce 1947.

## Vojenská kariera
- 1923 – poručík
- 1928 – nadporučík
- 1934 – kapitán
- 1939 – major
- 1941 – podplukovník
- 1942 – plukovník
- 1945 – generálmajor[1]